# Maniola euptychioides
Maniola euptychioides är en fjärilsart som beskrevs av Köhler 1939. Maniola euptychioides ingår i släktet Maniola och familjen praktfjärilar. Inga underarter finns listade i Catalogue of Life.